# Friedrichshafen FF 29
Il Friedrichshafen FF 29 fu un idropattugliatore marittimo monomotore biplano sviluppato dall'azienda tedesco imperiale Flugzeugbau Friedrichshafen GmbH nei primi anni dieci del XX secolo.
Adottato inizialmente dalla Kaiserliche Marine, la marina militare dell'Impero tedesco, ed in seguito dalla Koninklijke Marine, quella dei Paesi Bassi, venne da prima utilizzato, oltre che per il controllo dei tratti di costa del Mar Baltico, come aereo da ricognizione durante le fasi iniziali della prima guerra mondiale. Fu inoltre il primo modello ad essere testato come equipaggiamento di un sommergibile.

## Impiego operativo
L'FF 29 iniziò ad essere consegnato ai reparti della marina militare tedesco imperiale dal novembre 1914 dislocati sulle stazioni navali nel nord del paese, affacciate sul Mare del Nord, dove vennero impiegati sia per sorvegliare le coste al fine di prevenire attacchi da parte di unità navali nemiche che per missioni di ricognizione aerea anche nell'entroterra. A tale scopo vennero abilitati al trasporto di un limitato carico di ordigni da caduta.
Il modello fu anche protagonista di evento pionieristico nel campo dell'aviazione navale: il 15 gennaio 1915 un FF 29 fu utilizzato per testare la possibilità di lanciare un velivolo da un sommergibile, l'U-12, primo esempio di sommergibile portaerei.

## Versioni
FF 29
versione di produzione in serie.
FF 29A
versione leggermente modificata caratterizzata da galleggianti e superfici dell'impennaggio di diverso disegno.

## Utilizzatori
Germania
- Kaiserliche Marine

 Paesi Bassi
- Koninklijke Marine - Marine Luchtvaartdienst